# Merry Olds

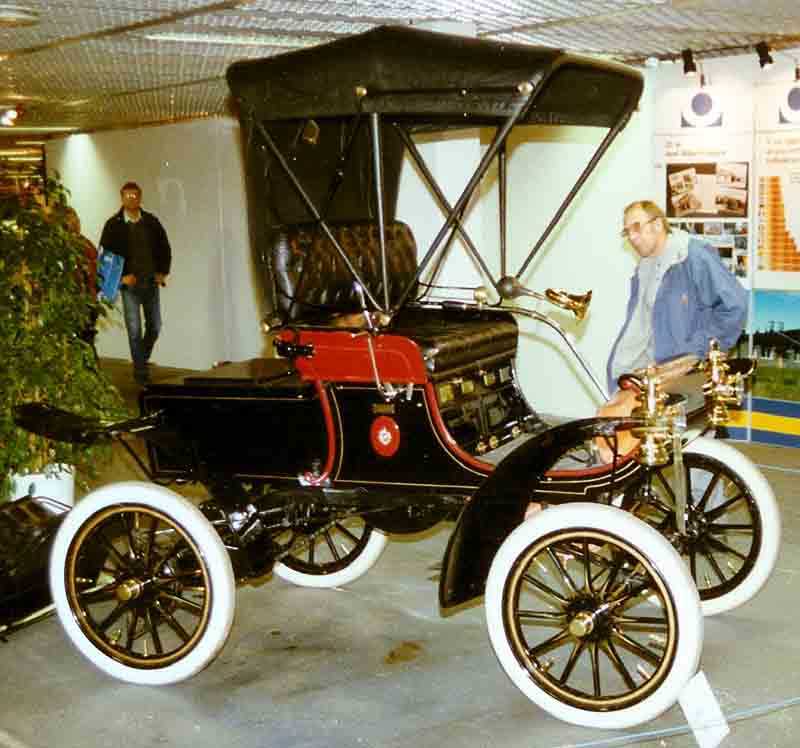
Das Vorbild: Oldsmobile Curved Dash (1904)

Merry Olds, auch Merry ’01 genannt, war eine US-amerikanische Automobilmarke, die von 1958 bis 1962 von der American Air Products Corporation in Fort Lauderdale (Florida) gebaut wurde.

## Beschreibung
Der Merry Olds war eine Replica des Oldsmobile Curved Dash von 1904. Der zweisitzige Runabout hatte einen hinten eingebauten, luftgekühlten  Einzylindermotor von Clinton, der 4 bhp (2,9 kW) abgab. Die Motorkraft wurde über ein manuelles Zweiganggetriebe und Ketten an die Hinterräder weitergeleitet. Der Radstand betrug 1829 mm, das Gewicht 193 kg. Im Gegensatz zu seinem Vorbild der Jahrhundertwende hatte de Merry Olds elektrische Scheinwerfer und einen elektrischen Anlasser. Der Verkaufspreis lag bei 1495,– US$.